# Bring Night
„Bring Night” este un cântec al interpretei australiene Sia. Piesa a fost compusă de Sia Furler și Lauren Flax, fiind inclusă pe cel de-al cincilea material discografic de studio al artistei, We Are Born. Înregistrarea a fost lansată ca cel de-al treilea single al albumului în luna septembrie a anului 2010.

## Ordinea pieselor pe disc
| Nr.                 | Titlul            | Durată |
| ------------------- | ----------------- | ------ |
| Descărcare digitală |                   |        |
| 01.                 | „Bring Night” [A] | 2ː57   |
| Maxi single         |                   |        |
| 01.                 | „Bring Night” [A] | 2:57   |
| 02.                 | „Bring Night” [B] | 5:26   |

Specificații
- A ^ Versiunea de pe albumul de proveniență, We Are Born.
- B ^ Remix „Doorly”.

## Datele lansărilor
| Țară          | Dată               | Format              | Casă de discuri               | Ref   |
| ------------- | ------------------ | ------------------- | ----------------------------- | ----- |
| Australia     | 10 septembrie 2010 | Descărcare digitală | Interia Records Monkey Puzzle | [ 1 ] |
| Noua Zeelandă | 10 septembrie 2010 | Descărcare digitală | Interia Records Monkey Puzzle | [ 1 ] |